# L'altro inferno
L'altro inferno è un film horror del 1981, diretto da Stefan Oblowsky (alias Bruno Mattei).

## Trama
Suor Assunta, dopo la morte di una consorella, davanti al cadavere sistemato nell'obitorio del convento, assassina orrendamente la giovane suor Cristina. Madre Vincenza scopre i cadaveri di entrambe le suore e giustifica le morti come accidentali. Davanti alle autorità ecclesiastiche, richiamate ad indagare sul fatto, suor Rosaria, grida che nel convento alberghi il demonio. Redarguita da madre Vincenza, suor Rosaria, perde sangue dalla bocca nell'occasione della successiva comunione dopodiché, chiusasi nella sua stanza, accusa i sintomi delle stigmate. Attirati dalle grida di suor Rosaria, madre Vincenza e le autorità ecclesiastiche, entrano nella stanza della religiosa, rinvenendo suor Rosaria orrendamente assassinata, la sua stanza è ricoperta di sangue. Le autorità ecclesiastiche, al fine di dipanare la situazione, incaricano padre Valerio delle indagini e, il religioso, giunge in breve tempo al convento ove, negli ultimi tempi, sembrano essere accaduti altri fatti sovrannaturali oltre alla morte delle suddette religiose. Padre Valerio capisce che tutto l'ambiente è dominato dalla severissima figura di madre Vincenza, la superiora. Dopo varie vicissitudini, padre Valerio, scoprirà che alla base dei fatti di sangue vi è Elisa la figlia illegittima di madre Vincenza, tenuta segregata dalla madre in una stanza del convento ed orribilmente deturpata al volto. Appena nata, infatti, era stata immersa nell'acqua bollente dalla precedente madre badessa, suor Fiorenza, ciò allo scopo di disfarsi di un bambino nato a seguito di una relazione clandestina tra suor Vincenza e uno sconosciuto. All'atto dell'immersione, la bambina, era però riuscita ad allontanare madre Fiorenza col potere della mente e, anche se era rimasta offesa nel corpo, ne aveva causato la morte. Elisa, oggi adolescente, è quindi dotata di poteri sovrannaturali. Sfruttata da madre Vincenza, allo scopo di eliminare le persone venute a conoscenza della sua maternità o che, in qualche modo, disubbidissero ai suoi ordini severi, Elisa aveva causato, con la forza del pensiero, le morti nel convento. Scoperta l'orrenda verità, padre Valerio, viene aggredito da madre Vincenza ed orribilmente accoltellato. Elisa, davanti alla bestiale crudeltà della madre, reagisce nel tentativo di salvare l'uomo ma, madre Vincenza, la colpisce alle spalle cercando di ucciderla. Ne discenderà una lotta furibonda tra madre e figlia. Al termine della lotta, madre Vincenza, ormai esanime, simula un cedimento ma, non appena Elisa interrompe l'aggressione, ella reagisce finendola a colpi di pugnale. Prima di soccombere, però, Elisa riesce a uccidere la madre, rianimando un cadavere della cripta del convento che strangola la suora. Dopo la morte di Elisa e di madre Vincenza, padre Vittorio, viene ricoverato perdendo la ragione e, le autorità ecclesiastiche, ispezionando il convento, scoveranno nei sotterranei un laboratorio dove, madre Vincenza, praticava magia nera, sventrava ed imbalsamava i corpi delle sorelle dopo la morte. Mentre le autorità stanno ispezionando il luogo, accompagnati dalla nuova badessa, alcune forze sovrannaturali sembrano infestare ancora il laboratorio. I presenti attribuiscono i fatti ad alcuni sbalzi di tensione ma, non appena torna la calma, una bara si scoperchia e il cadavere di una suora ne esce con un grido tremendo finendo tra le braccia di un vescovo.

## Distribuzione
Il film è uscito nei cinema italiani il 22 gennaio 1981.